# 부킷바톡역

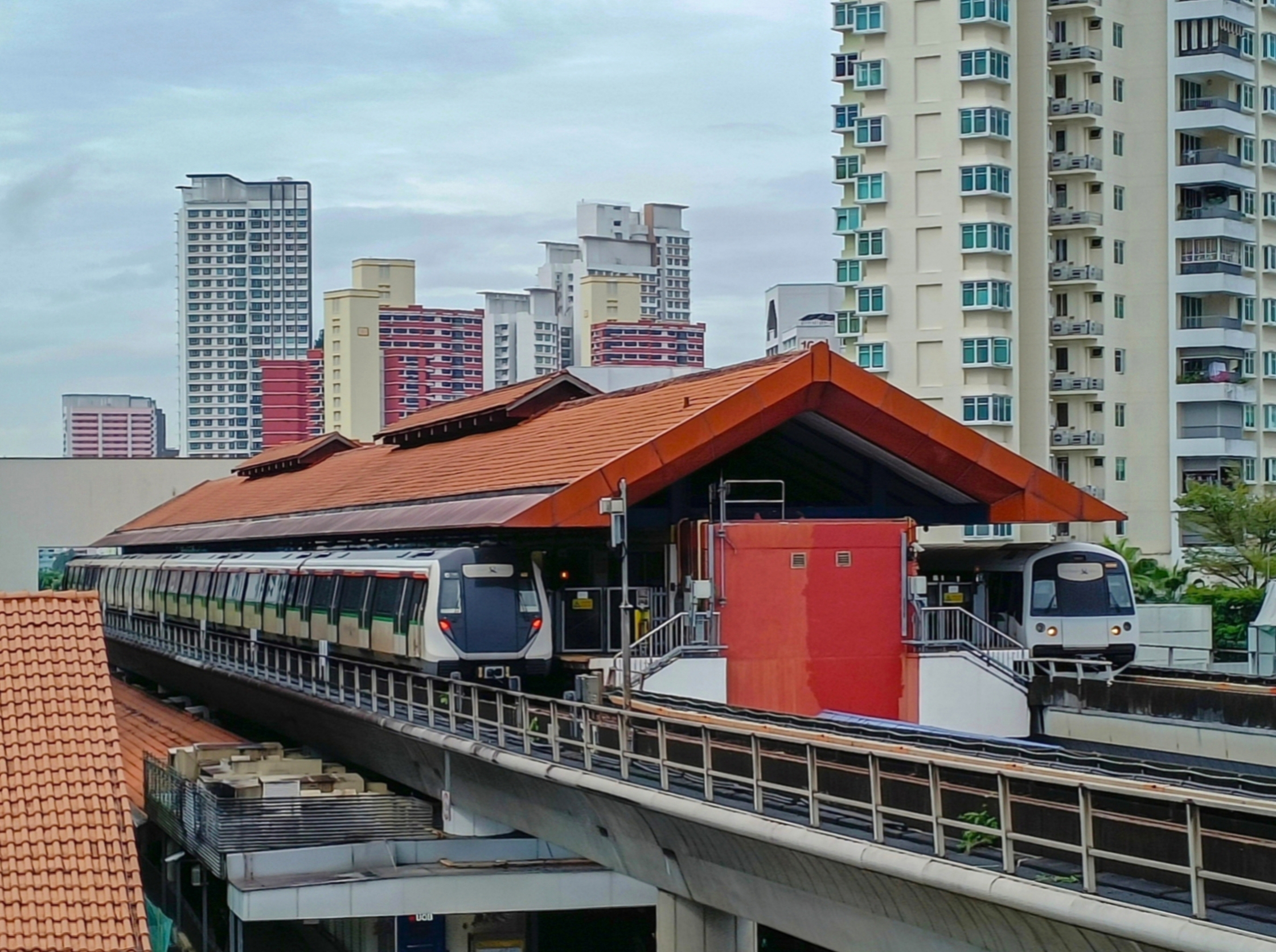

부킷바톡역(Bukit Batok MRT station)은 싱가포르 부킷바톡의 노스사우스선에 있는 지상 MRT(Mass Rapid Transit) 역이다. 우드랜즈 확장이 개통될 때까지 이 역은 브랜치 노선의 일부였다. 부킷바톡 역은 부킷바톡 뉴타운 시내 중심부에 위치해 있으며, 부킷바톡 버스 인터체인지 옆에 있다. 계획 단계에서 이 역은 "부킷바톡 사우스"(Bukit Batok South)로 불렸다.

## 상세 내용
부킷바톡역은 주롱 이스트 및 부킷곰박역과 인접한 MRT 코드 "NS2"를 가지고 있다. 부킷바톡 뉴타운(Bukit Batok New Town) 시내 중심부에 위치해 있으며, 부킷 바톡 버스 인터체인지(Bukit Batok Bus Interchange) 옆에 있다.